# Сібіу (аеропорт)
Міжнародний аеропорт Сибіу (рум. Aroportul Internațional Sibiu, (IATA: SBZ, ICAO: LRSB) ) обслуговує місто Сібіу. Він розташований на півдні Трансільванії, на відстані 3 км на захід від Сібіу та близько 260 км північний захід від столиці Румунії Бухареста.

## Історія
У 1943 році льотна діяльність була розгорнута на полі (з травою) площею 174 га. Операційні літаки Lockheed належали першій румунській діючій авіакомпанії — LARES. Першими маршрутами були Бухарест — Сібіу — Арад і Бухарест — Сібіу — Орадя. У 1944 році Сібіу був з'єднаний повітряним транспортом з деякими іншими містами, такими як Бухарест, Брашов, Дева, Орадя і Тиргу-Муреш. У 1959 році було урочисто відкрито двоповерхову будівлю аеропорту, диспетчерську вежу, зал очікування на 50 пасажирів у кожному напрямку (посадка та висадка) та камеру схову
У 1970 році аеропорт міг працювати вночі завдяки встановленим навігаційним вогням на підході та злітно-посадковій смузі. Бетонна злітно-посадкова смуга мала 2000 метрів в довжину і 30 метрів в ширину. У 1975 році запрацювали радіолокаційні засоби, а пізніше, у 1992 році, аеропорт було відкрито для міжнародного сполучення з рейсами до Штутгарта та Мюнхена. 
У 2006—2008 роках аеропорт пройшов найважливішу програму реабілітації в своїй історії, інвестувавши 77 мільйонів євро в нову будівлю терміналу та модернізацію злітно-посадкової смуги.

## Останні події
У 2013 році міжнародний аеропорт Сібіу обслужив 189 300 пасажирів, що свідчить про збільшення в порівнянні з попереднім роком, тоді як у 2014 році кількість пасажирів зросла майже до 216 000 і було введено два нових напрямки до Лондона та Дортмунда. У 2015 році загальний обсяг перевезень зріс до 276 533 пасажирів на посадку-висадку, а кількість рухів повітряних суден зросла до 5468.
У грудні 2016 року Lufthansa оголосила про свої плани збільшити кількість рейсів на маршруті Мюнхен — Сібіу, оскільки з 26 березня 2017 року авіакомпанія запланувала до 19 рейсів на тиждень. Авіакомпанія виконувала рейси за цим маршрутом на літаках CityLine CRJ900.
У листопаді 2017 року Wizz Air, найбільша бюджетна авіакомпанія в Центральній і Східній Європі та провідний авіаперевізник Румунії, оголосила, що вона й надалі розширить свою діяльність у Сібіу, додавши другий літак Airbus A320 до свого місцевого флоту в червні 2018 року. Водночас Wizz Air запустила п'ять маршрутів із Сібіу та збільшить кількість рейсів на чотирьох популярних напрямках, додавши до свого розкладу загалом 21 поетапний рейс. Разом із новими сполученнями з Копенгагеном, Шарлеруа, Париж-Бове, Базелем і Франкфурт-Ганом, починаючи з червня 2018 року, мережа низьких тарифів Сібіу буде розширена до 11 маршрутів до 8 країн. Додатковий літак також дозволив Wizz Air збільшити частоту рейсів на чотирьох маршрутах з літа 2018 року: маршрут Лондон-Лутон став щоденним; Кількість рейсів з Меммінгена в Мюнхен і Дортмунд збільшиться до п'яти, а сполучення з Нюрнбергом виконуватиметься чотири рази на тиждень.

## Авіалінії та напрямки (серпень 2022)
| Авіакомпанія      | Пункт призначення                                                                                        |
| ----------------- | --- |
| Air Bucharest     | Сезонний чартер: Анталія, Хургада                                                                        |
| AirConnect        | Бухарест (з 17 жовтня 2022)                                                                              |
| Animawings        | Сезонний: Анталія                                                                                        |
| Austrian Airlines | Відень                                                                                                   |
| Blue Air          | Штутгарт                                                                                                 |
| Lufthansa         | Мюнхен                                                                                                   |
| Ryanair           | Біллунн, Болонья, Брюссель-Шарлеруа, Відень, Дублін, Ліверпуль, Мілан-Мальпенса, Тревізо Сезонний: Корфу |
| TAROM             | Сезонний чартер: Анталія, Хургада                                                                        |
| Wizz Air          | Дортмунд, Карлсруе/Баден-Баден, Лондон-Лутон, Мадрид-Барахас, Меммінген, Нюрнберг, Франкфурт-Ган         |

## Статистика

### Цифри трафіку

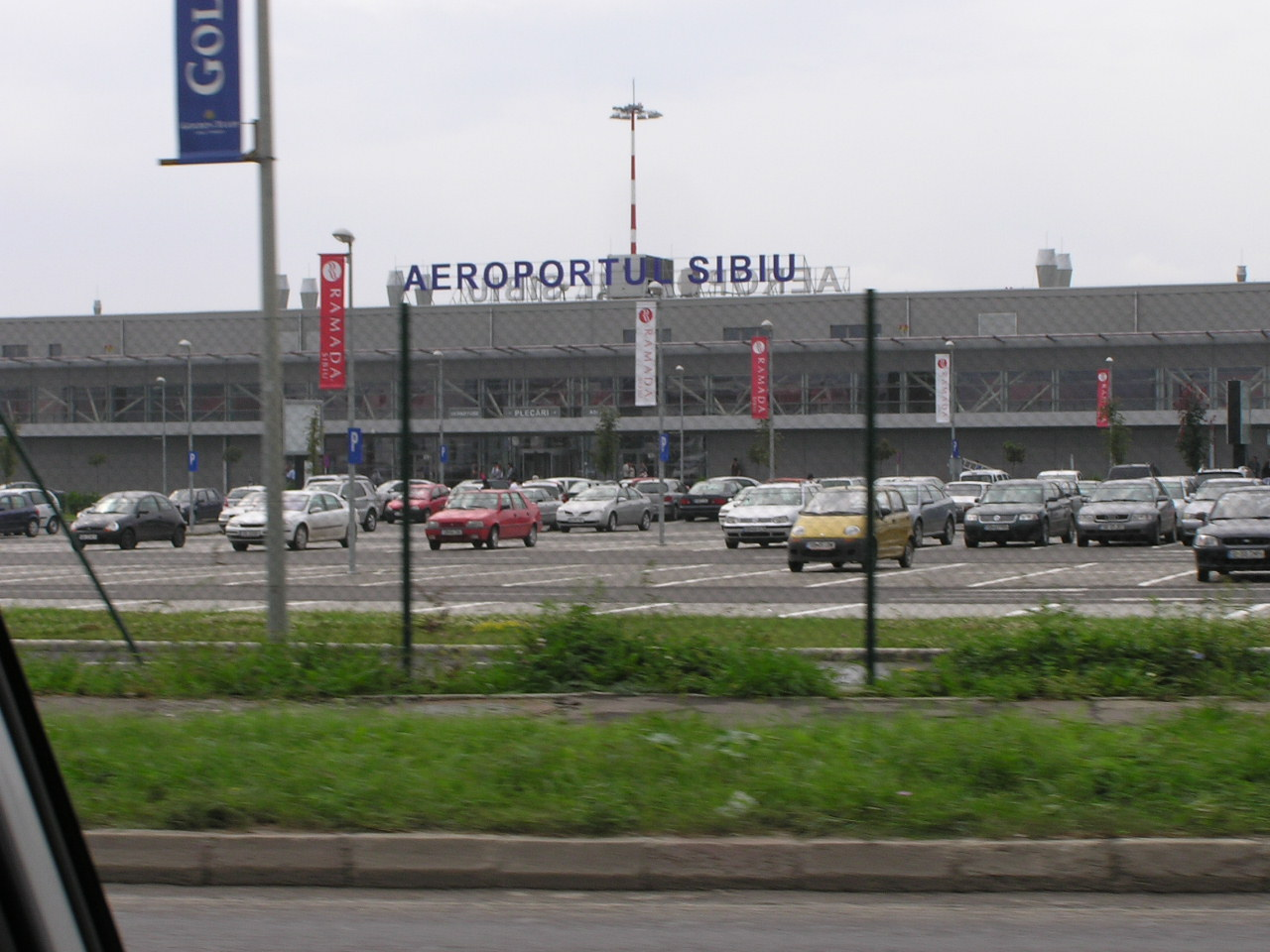
Стоянка і термінал

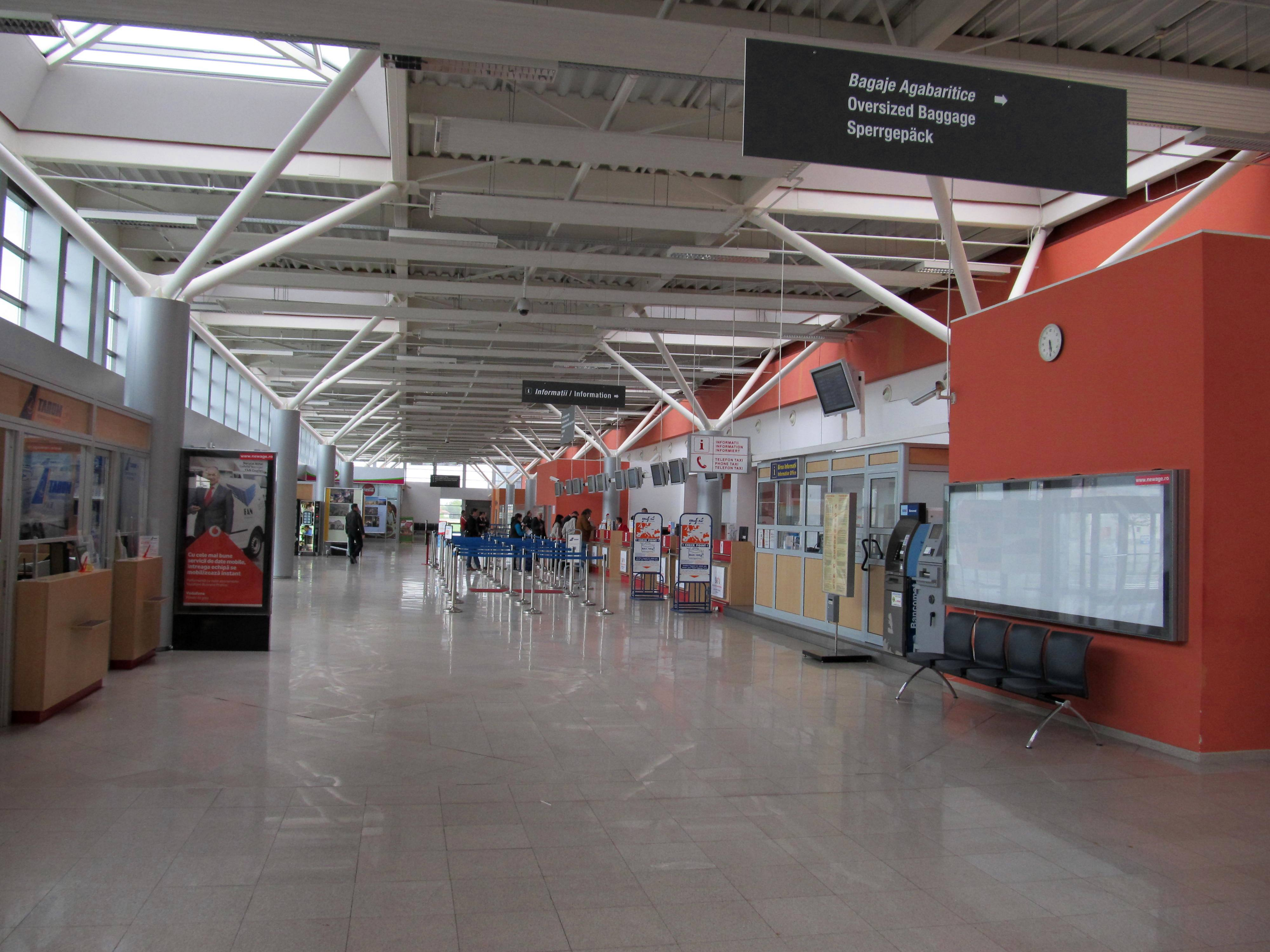
Зона реєстрації

Див. джерело запитів Вікіданих та джерела.
| рік      | Пасажири  | Рухи літаків |
| -------- | --------- | ------------ |
| 2005 рік | 45,494    | 3500         |
| 2006 рік | ▲ 63,618  | 3,818        |
| 2007 рік | ▲ 105,654 | 5,014        |
| 2008 рік | ▲ 141,012 | 5,995        |
| 2009 рік | ▲ 154,161 | 6,419        |
| 2010 рік | ▲ 198,751 | 6,077        |
| 2011 рік | ▼ 176,908 | 4,824        |
| 2012 рік | ▼ 176,503 | 4,574        |
| 2013 рік | ▲ 189 300 | 4,834        |
| 2014 рік | ▲ 215,951 | 4,908        |
| 2015 рік | ▲ 276,533 | 4,552        |
| 2016 рік | ▲ 366 065 | 5,342        |
| 2017 рік | ▲ 503,906 | 7,714        |
| 2018 рік | ▲ 673,657 | 8,529        |

### Найбільш завантажені маршрути
| 1                 | Мюнхен    | 145,223 | 142,391 | 164,778 | Lufthansa, TAROM  |
| 2                 | Лондон    | 40,424  | 59,660  | 75,162  | Wizz Air          |
| 3                 | Штутгарт  | 43,859  | 51,717  | 56,521  | Blue Air          |
| 4                 | Дортмунд  | 36,531  | 40,850  | 44,930  | Wizz Air          |
| 5                 | Нюрнберг  | -       | -       | 40,406  | Wizz Air          |
| 6                 | Відень    | 36,385  | 35,808  | 35,212  | Austrian Airlines |
| 7                 | Мадрид    | -       | -       | 33,992  | Wizz Air          |
| 8                 | Меммінген | -       | -       | 24,805  | Wizz Air          |
| Джерело: Євростат |           |         |         |         |                   |